# Édouard Paul Mérite
Édouard Paul Mérite,  dit Édouard Mérite, né au Neubourg (Eure) le 7 mars 1867 et mort à Rueil-Malmaison le 5 février 1941, est un peintre et sculpteur français.

## Biographie
Édouard Mérite est l'élève des sculpteurs Louis-Ernest Barrias (1841-1905) et d'Emmanuel Frémiet (1824-1910), à qui il succède au Muséum national d'histoire naturelle de Paris comme professeur de dessin entre 1923 et 1937. Il est l'ami du peintre Aimé Morot (1850-1913) et de son beau-père le peintre Jean-Léon Gérome (1824-1904).
La collection d'appeaux, de cages, de leurres et de pièges de toutes sortes venant du monde entier qu'Édouard Mérite chine aux marché aux puces de la porte de Clignancourt ou rapporte de ses expéditions en Afrique en 1898 et 1899 le rend célèbre. Il peint d'abord la faune d'Europe et entretient d'ailleurs dans son atelier de Rueil-Malmaison une quantité de petits animaux.
Il accompagne le duc d'Orléans dans deux expéditions polaires en 1905 et 1909. Il y dessine des ours blancs. Un cap du nord Groenland porte par ailleurs son nom. Il est l'invité de l'empereur d'Autriche à l'occasion de chasses impériales et est nommé chevalier de l'ordre de François-Joseph.
Sa collection ethnographique fait l'admiration des spécialistes de l'époque et il écrit un ouvrage sur les pièges en 1939. Il perd sa fille cette même année et en gardera un immense chagrin jusqu'à sa fin qui surviendra deux ans plus tard en 1941. Sa collection est dispersée en 1954.
Il est le grand-père de Jean-Pierre Callu, historien et latiniste et de François Callu-Mérite, galeriste.

## Œuvres dans les collections publiques
- Allemagne
- France
- Royaume-Uni
- Suisse

## Publications
- Impressions de voyage. Album dédié à nos fidèles clientes, Maison de fourrures « À la Reine d'Angleterre », avec Jean Charcot, Édouard Mérite, Camille d'Hoedt, Victor Lhuer, Paris, Maison de fourrure Jacques Neubauer, 1921.
- Les Pièges, Payot, 1942 & Paris, Montbel, 2011  (ISBN 9782356530318).

## Salons
- Salon des artistes français :
  - 1896, il obtient une médaille de troisième classe.
  - 1901 : Aigle Bonnali, plâtre, médaille de troisième classe (no 3406).